# Rhinopristiformes
Rhinopristiformes zijn een orde van roggen. Deze orde is ontstaan door het samenvoegen van de voormalige ordes Pristiformes, Rhiniformes en Rhinobatiformes. De orde omvat onder andere de vioolroggen en zaagvissen.

## Taxonomie
De volgende families zin bij de orde ingedeeld 
- Orde: Rhinopristiformes
  - Glaucostegidae Last, Séret & Naylor, 2016
  - Pristidae (Zaagvissen) Bonaparte, 1835
  - Rhinidae Müller & Henle, 1841
  - Rhinobatidae (Vioolroggen) Bonaparte, 1835
  -  Trygonorrhinidae Last, Séret & Naylor, 2016

Rajiformes · Torpediniformes · Rhinopristiformes · Myliobatiformes